# Medetera armeniaca
Medetera armeniaca är en tvåvingeart som först beskrevs av Negrobov och Stackelberg 1972.  Medetera armeniaca ingår i släktet Medetera och familjen styltflugor. Inga underarter finns listade i Catalogue of Life.